# Naoki Ishihara
Naoki Ishihara (Gunma, 14 augustus 1984) is een Japans voetballer.

## Clubcarrière
Naoki Ishihara speelde tussen 2003 en 2011 voor Shonan Bellmare en Omiya Ardija. Hij tekende in 2012 bij Sanfrecce Hiroshima.